# 나베시마촌
나베시마촌(鍋島村)은 사가현 사가군에 속해있던 촌이다.

## 지리
현재 사가시 북서부에 위치하며, 마을 서쪽에는 가세강이, 마을 동쪽에는 다부세강이 흐르고 있다..

## 역사
- 1889년 4월 1일 - 정촌제 시행에 의해 사가군 나베시마촌이 성립하였다.
- 1954년 10월 1일 - 사가시에 편입해 소멸하였다.

## 교통

### 철도
- 일본국유철도
  - 나가사키 본선

## 참고문헌
- 角川日本地名大辞典 41 佐賀県
- 『市町村名変遷辞典』東京堂出版、1990年。